# Guillaume de Conches
 (septembre 2015).
Guillaume de Conches est un grammairien et philosophe français du XIIe siècle, né autour de 1080, mort vers 1150 ou peu après (dates approximatives) à Conches-en-Ouche en Normandie. 

## Biographie
Il est un des maîtres de l'École de Chartres, avec Bernard de Chartres, Thierry de Chartres, Bernard Silvestre et Jean de Salisbury (dont il fut l'enseignant à Paris).
Il étudie et commente les textes de Macrobe, de Boèce, de Priscien et commente le Timée de Platon, dont il se sert pour créer l'idée d'une « âme du monde », dont il donne l'image d'une chaîne d'or, qui lie tous les degrés de l'univers. De manière générale, Guillaume de Conches a laissé des gloses des auteurs qu'il commente, et un ouvrage de philosophie qui lui est propre. Il connaît les œuvres des médecins grecs et arabes, notamment Galien, par le biais des traductions dues au XIe siècle à Constantin l'Africain. On lui doit la diffusion des Quæstiones naturales (Questions naturelles) du philosophe stoïcien Sénèque.
Libre penseur, pour son temps, certaines idées sur la Trinité et sur « l'âme du monde » le compromettent auprès de l'Église, et il sera obligé de rétracter certaines de ses positions dans le Dragmaticon.
On peut retenir de la pensée de Guillaume son élaboration du concept de nature. Il distingue ce que Dieu fait immédiatement, « par sa seule volonté », et ce qu'il fait par le moyen de la nature, « instrument de l'opération divine », « force incluse dans les choses et produisant les semblables à partir des semblables ». « Dieu gouverne le monde par l'intermédiaire de l'ordre naturel » : donc, interprète Guillaume de Conches en des phrases qu'on peut lire déjà chez Adélard de Bath (début du XIIe siècle), on peut et on doit « chercher la raison » de toutes choses, y compris de celles que raconte la Genèse ; en faisant ainsi, « on ne retire rien à Dieu ».
La pensée de Guillaume de Conches est le témoin d'une étape importante dans la conception médiévale de la nature, appuyée sur l'intérêt nouveau pour les sciences, qui est une des caractéristiques du XIIe siècle.

### Traités systématiques
- Philosophia mundi (vers 1120), (cf. Patrologie Latine de Migne = 172, 39-102 et 90, 1127-1178). Philosophia, Texte critique avec introduction, traduction, notes et index par Marco Albertazzi, Lavìs, La Finestra editrice, collection « Archivio Medievale », 2007, 400 p.  (ISBN 978-88-95925-13-4).
- Dragmaticon.  Texte critique avec introduction, notes et index par Italo Ronca, Guilelmus de Conchis: Dragmaticon, Turnhout, Brepols, collection « CORPUS CHRISTIANORUM », volume CLII, 1997, 531 p.
- Dragmaticon, Cod. Bodmer 188, copie dans un manuscrit de 1230 de la Fondation Martin Bodmer (Cologny, Genève, Suisse) en ligne.

### Gloses
- Gloses sur le Timée (le Timée de Platon, 17a-53c) (Glosae super Platonem). Glosae super Platonem. Texte critique avec introduction, notes et tables par Édouard Jeauneau, Paris, Vrin, collection « Textes philosophiques du Moyen Âge », volume XIII, 1965, 358 pages. Il ne s'agit pas de simples compilations, l'auteur y prend nombre de positions personnelles qui sont très intéressantes pour le témoignage qu'il laisse sur l'école de Chartres.
- Gloses sur les Institutiones de Priscien (Glosae super Priscianum), in E. Jeauneau, "Deux rédactions des 'Gloses' de Guillaume de Conches sur Priscien", Recherches de théologie ancienne et médiévale, n° XXVII, 1960, p. 243-247 ; apud L. M. de Rijk, Logica modernorum, Assen, Van Gorcum, t. II, partie 1, 1967, p. 221-226.
- Gloses sur la Consolation de la Philosophie de Boèce, in Guilemi de Conchis Glosae super Boethium, édi. par L. Nauta, Turnhout, Brepols, 1999.
- Gloses sur le Commentaire au Songe de Scipion de Macrobe.
- Gloses sur Martianus Capella.

### Études
- Charma, Antoine, Guillaume de Conches : Notice bibliographique littéraire et philosophique, Paris, Librairie classique et élémentaire de L. Hachette, déc. 1857. In-8° broché, 60 p. — Lire ce texte sur « Bayerische Staatsbibliothek digital »(Archive.org • Wikiwix • Archive.is • Google • Que faire ?) ;
- Courcelle, Pierre, Les Lettres grecques en Occident de Macrobe à Cassiodore, Paris, 1948 ;
- Chenu, Père Marie Dominique, La Théologie au XIIe siècle, Paris, Vrin, 1957 (réédition : 2006). Le chapitre V porte sur le platonisme chartrain ;
- Abbé Édouard Jeauneau, « Note sur l'École de Chartres », Mémoires des Sociétés archéologiques d'Eure-et-Loir, vol. XXIII,‎ 1964-1968, p. 1-45 (lire en ligne) ;

- Guillaume de Conches : philosophie et science au XIIe siècle, Études réunies par Barbara Obrist et Irene Caiazzo, Firenze, Sismel - Edizioni del Galluzzo, 2011 (Société internationale d'étude du Moyen Âge latin (it)) ;
- Gilson, Étienne, La philosophie au Moyen Âge ;[réf. incomplète]

- (en) Elford, Dorothy, « William of Conches », chapitre 11 de 20 pages in A History of twelfth-century western philosophy (ed. Peter Dronke), Cambridge, Cambridge Univ. Press, 1988 ;
- (it) Gregory, Tullio, Anima mundi. La filosofia di Guglielmo di Conches e la scuola di Chartres, Firenze, 1955 (en italien). Particulièrement le chapitre IV : « L'idea di natura », pp. 175-246 ;
- (it) G. Tullio, La filosofia di Guglielmo di Conchis e 'la scuola di Chartres' , Florence, 1958.